# Leptamphopus sarsi
Leptamphopus sarsi is een vlokreeftensoort uit de familie van de Calliopiidae. De wetenschappelijke naam van de soort is voor het eerst geldig gepubliceerd in 1897 door Vanhöffen.